# David Escamilla Imparato
David Escamilla Imparato (Barcelona, 11 d'agost de 1969) és un periodista, escriptor i músic català, fill del periodista català Salvador Escamilla i Gómez i de la napolitana Elena Imparato.
És autor dels reculls de poesia: La casa del temps (1993), Jardí de silencis (1994), El somni del col·leccionista (1999) i Les edats del fred (2005). Ha fet treballs biogràfics com Joan Capri (1998), Tísner (2001), Salvador Escamilla (2003), Raimon (2004), Serrat (2005) i La Trinca (2006). El 2004 va publicar La conya nostra i Quina conya!, aproximació a l'humor a Catalunya al llarg dels segles XX i XXI.
En 2016 va treure un disc de cançons en italià, La grande bellezza, on fa versions de temes de Paolo Conte, Lucio Dalla, Ivano Fossati, Gino Paoli, Domenico Modugno, Bruno Martino, Pino Daniele i Joan Manuel Serrat, amb la col·laboració de Josep Mas Portet i David Palau.